# Гней Помпей Магн Молодший
.

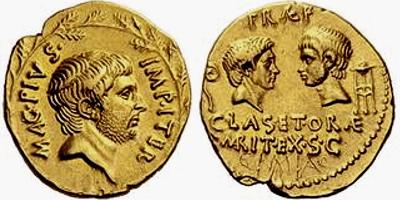
Портрет Гнея Помпея Магна Молодшого на ауреусі свого брата Секста Помпея. На реверсі портрет Секста Помпея з батьком Гнеєм Помпеєм Магном (зліва). Карбовано на Сицилії у 42-40 роках до н. е.

Гней Помпе́й Магн Моло́дший (лат. Gnaeus Pompeius Jr. Magnus; 78/77 до н. е. — 45 до н. е.) — військовий та політичний діяч пізньої Римської республіки. Був сумно відомий своєю непримиренністю і жорстокістю.

## Життєпис
Походив з роду нобілів Помпеїв. Син Гнея Помпея Великого (Магна), консула 70 до н. е., 55 до н. е. і 52 до н. е., і Муціі Терції. Про молоді його роки мало відомостей.
У 49 році до н. е., після початку громадянської війни його батька з Гаєм Цезарем Гней Помпей Молодший відбув до Єгипту. Там зібрав й очолив ескадру, а також вивів звідти частину римського гарнізону. За деякими повідомленнями, став коханцем єгипетської цариці Клеопатри.
У 48 році до н. е. Гней провів успішні операції проти флоту Цезаря у Оріка та Лісса і спалив частину його кораблів. Під Оріком був тяжко поранений, у зв'язку з чим змушений був відмовитися від взяття міста. Після цього зробив ще низку нападів на поселення в Апулії та Піцені, намагався захопити Брундізій.
Під час битви при Фарсалі кораблі Гнея Помпея Молодшого стояли біля острова Керкіри. Коли прийшла звістка про поразку його батька — Гнея Помпея Великого, флот відмовився підкорятися Гнею Молодшому і відплив до Єгипту. Сам Гней перейшов у підпорядкування до Марка Порція Катона, який очолив вцілілі війська помпеянців у Греції. Звинуватив Цицерона у зраді, який виступав за припинення боротьби, і намагався його вбити, але був зупинений Катоном. Потім разом з Катоном відплив до Африки.
Звідти наприкінці 47 році до н. е. був спрямований до Іспанії на посаді легата або промагістрата для збору підкріплень. На шляху до Іспанії намагався захопити Мавретанію, але зазнав поразки під Аскуром. Зумів оволодіти деякими з Балеарських островів. В Іспанії домігся низки успіхів: набрав 13 легіонів, оголосив себе імператором та зайняв Бетіку. Але після того, як у 45 році до н. е. до Іспанії прибув особисто Цезар, Гней змушений був зняти облогу Улії та незабаром втратив місто Аттегуа, що призвело до масової втечі солдатів з його війська.
У вирішальній битві при Мунді зазнав поразки, намагався врятуватися втечею, але його наздогнали та 12 квітня цього ж року вбили у сутичці.

## Родина
- Дружина — Клавдія Пульхра.